# Seealpen
Die Seealpen oder auch Meeralpen (französisch Alpes Maritimes, italienisch Alpi Marittime) sind eine Gebirgsgruppe der südlichen Westalpen.

## Umgrenzung und Einteilung
Anteil an den Seealpen haben
- Frankreich mit den Départements Alpes-Maritimes und Alpes-de-Haute-Provence,
- Italien mit der Region Piemont sowie
- das Fürstentum Monaco.

Nördlich schließen sich die Cottischen Alpen und westlich die Provenzalischen Voralpen an. Im Osten werden sie durch den Colle di Tenda von den Ligurischen Alpen getrennt. Nach Süden erstrecken sich die Ausläufer des Gebirges bis an die Küste des Mittelmeers. Höchster Gipfel ist der 3297 m hohe Monte Argentera. Mit dem Mont Clapier weisen die Seealpen den südlichsten Dreitausender der Alpen auf.
Der Kernbereich der Seealpen, also die Meeralpen im eigentlichen Sinne, befinden sich im Département Alpes-Maritimes (Region Provence-Alpes-Côte d’Azur). Sie werden auch zentrale Seealpen oder französische Seealpen/Meeralpen genannt. Man findet sie auch unter der italienischen Bezeichnung Alpi del Var.
Traditionell, nach der klassischen französisch-italienischen Einteilung (Partizione delle Alpi), werden die Ligurischen Alpen (Alpi liguri/Alpes ligures, dt. auch italienische Seealpen, ligurische Meeralpen) als Untergruppe zu den Seealpen mitgezählt.
Nach der moderneren SOIUSA werden diese eigenständig gezählt, SZ 1 (Alpi Marittime i.s.a.), und als SZ 2 (Alpi Marittime e Prealpi di Nizza).
Außerdem werden die Préalpes de Nice, Préalpes Niçoises/Prealpi di Nizza (‚Voralpen von Nizza‘) teils mitbehandelt, teils eigenständig erwähnt – sonst werden sie auch unter den Provenzalischen Voralpen mitbehandelt.
Die Umgrenzung folgt (gegen den Uhrzeigersinn, von Nordosten ausgehend):
- im Norden der Stura di Demonte – Colle della Maddalena – Ubayette – Ubaye bis Barcelonnette, zu den Cottischen Alpen
- im Westen und Südwesten der Bachelard (zur Ubaye) – Col d’Allos – Verdon zu den Trois Évêchés (Provenzalische Voralpen)
  - im weiteren Sinne entlang des Verdon einschließlich Préalpes de Grasse (Teil der Préalpes de Castellane)
  - im engeren Sinne vom Verdon über La Colle-Saint-Michel – Vaïre – Coulomp – zum Var ans Mittelmeer, zu den Préalpes de Castellane/Préalpes de Grasse im Südwesten
- im Süden die Côte d’Azur
- im Osten
  - Quiliano – Torrent di Quiliano – Colle di Cadibona – Tanaro bei Modovi zum Apennin im weiteren Sinne als Abgrenzung zum Apennin
  - Ventimiglia – Roia – Col de Tende – Vermenagna – Borgo San Dalmazzo im engeren Sinne zu den Ligurischen Alpen

Die Untergliederung ergibt sich:
| nach Partizione delle Alpi: - 1a Alpi liguri/Alpes ligures (Ligurische Alpen) - 1b Alpi del Var/ frz. i. e. S. Alpes maritimes - Massif du Argentera inkl. Mercantour - Massif du Pelat - Préalpes de Grasse - Prealpi di Nizza/Préalpes de Nice französisch massif ‚Bergmassiv‘ | nach SOIUSA: - STS 2.1 Alpi Marittime i.s.a. - A. Catena Gelàs-Grand Capelet - B. Catena Argentera-Pépoiri-Matto - C. Catena Corborant-Ténibre-Enciastraia - D. Catena Côte de l’Ane-Mounier - E. Catena Pelat-Frema-Grand Coyer - STS 2.2 Prealpi di Nizza - A. Catena Rocaillon-Grand Braus italienisch catena ‚Bergkette‘ |

## Natur und Schutzgebiete
- Große Teile der französischen Seealpen gehören zum 1979 geschaffenen Parc National du Mercantour, dem jüngsten der sechs französischen Nationalparks (im Mutterland). Zwischen 500 und 3143 m Höhe gelegen (Cime du Gélas, höchster Gipfel) erstreckt sich die innere, besonders geschützte und unbewohnte Zone des Mercantour mit 68.500 ha vom Col d’Allos im Westen bis fast zum Col de Tende im Osten. Das Gebiet des Nationalparks umfasst große Teile des Vallée de L‘Ubaye, Vallée de la Tinée, Vallée du Var, Vallée du Cians, Vallée de la Vésubie und Vallée de la Roya. Im Nationalpark liegen das wegen Gravuren aus der Bronzezeit bekannte Vallée des Merveilles in der Mont-Bégo-Region und mit dem Lac d’Allos der größte natürliche Bergsee der Alpen auf dieser Höhe (2230 m).
- Seit 1995 besteht der Parco Naturale delle Alpi Marittime (Seealpen-Naturpark) als Zusammenschluss des Naturparks Argentera und des Schutzgebietes von Palanfré. Mit einer Fläche von 280 Quadratkilometern hat der Naturpark Anteil an den Tälern Gesso, Stura di Demonte und Vermenagna.
- Der Alpensteinbock wurde ab 1921 erfolgreich wiederangesiedelt, auch der Steinadler ist noch heimisch. Der bis Ende des 19. Jahrhunderts ganz aus den Alpen verschwundene Bartgeier wurde ab 1993 hier wieder ausgewildert; sein erster Bruterfolg war 2008.[1]

## Gipfel
Bedeutende Berge (Seealpen im eigentlichen Sinne) sind:
- Monte Argentera 3297 m
- Monte Stella 3262 m
- Cime du Gélas 3143 m
- Cime di Nasta 3108 m
- Monte Matto 3087 m
- Baus 3072 m
- Cime de la Malédie / Cima Maledia 3061 m
- Cima di Brocan 3054 m
- Mont Pelat 3053 m
- Corno Stella 3050 m
- Mont Clapier 3045 m
- Tête de Siguret 3032 m
- Mont Ténibre 3032 m
- Le Cimet 3020 m
- Cime du Corborant 3007 m
- Rocca Valmiana 3006 m
- Tête de l’Enchastraye 2955 m
- Mont Bégo 2873 m
- Mont Mounier 2817 m
- Rocca dell’Abisso 2755 m

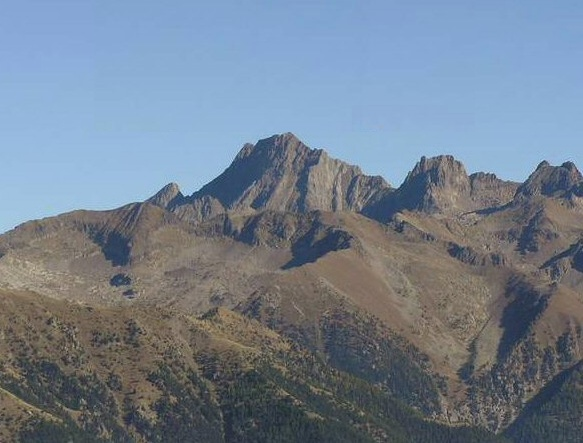
Monte Argentera
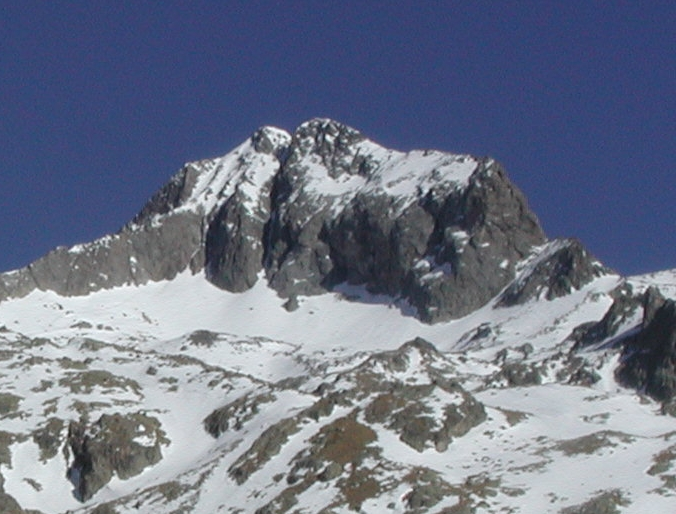
Cime du Gélas
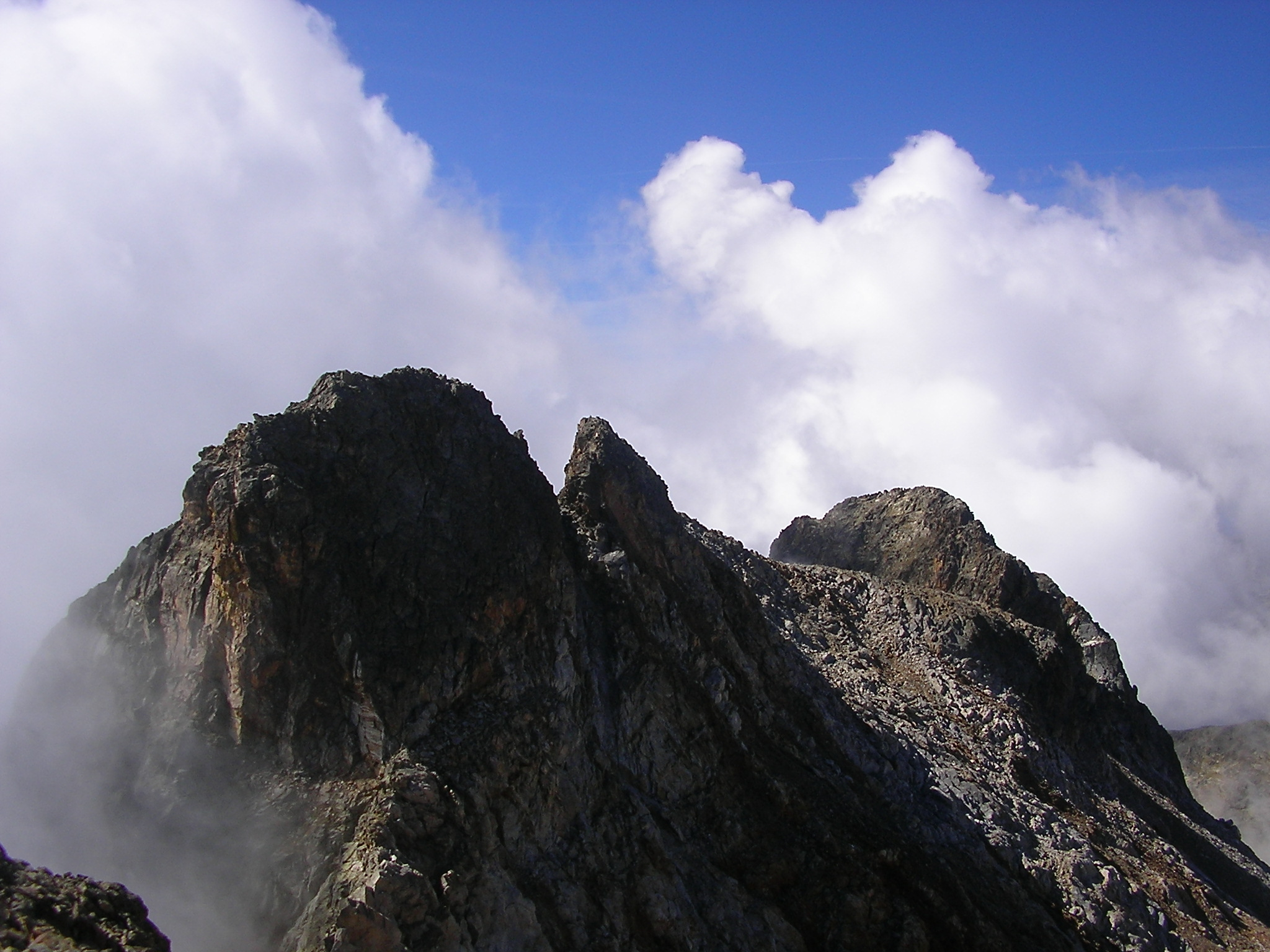
Monte Matto
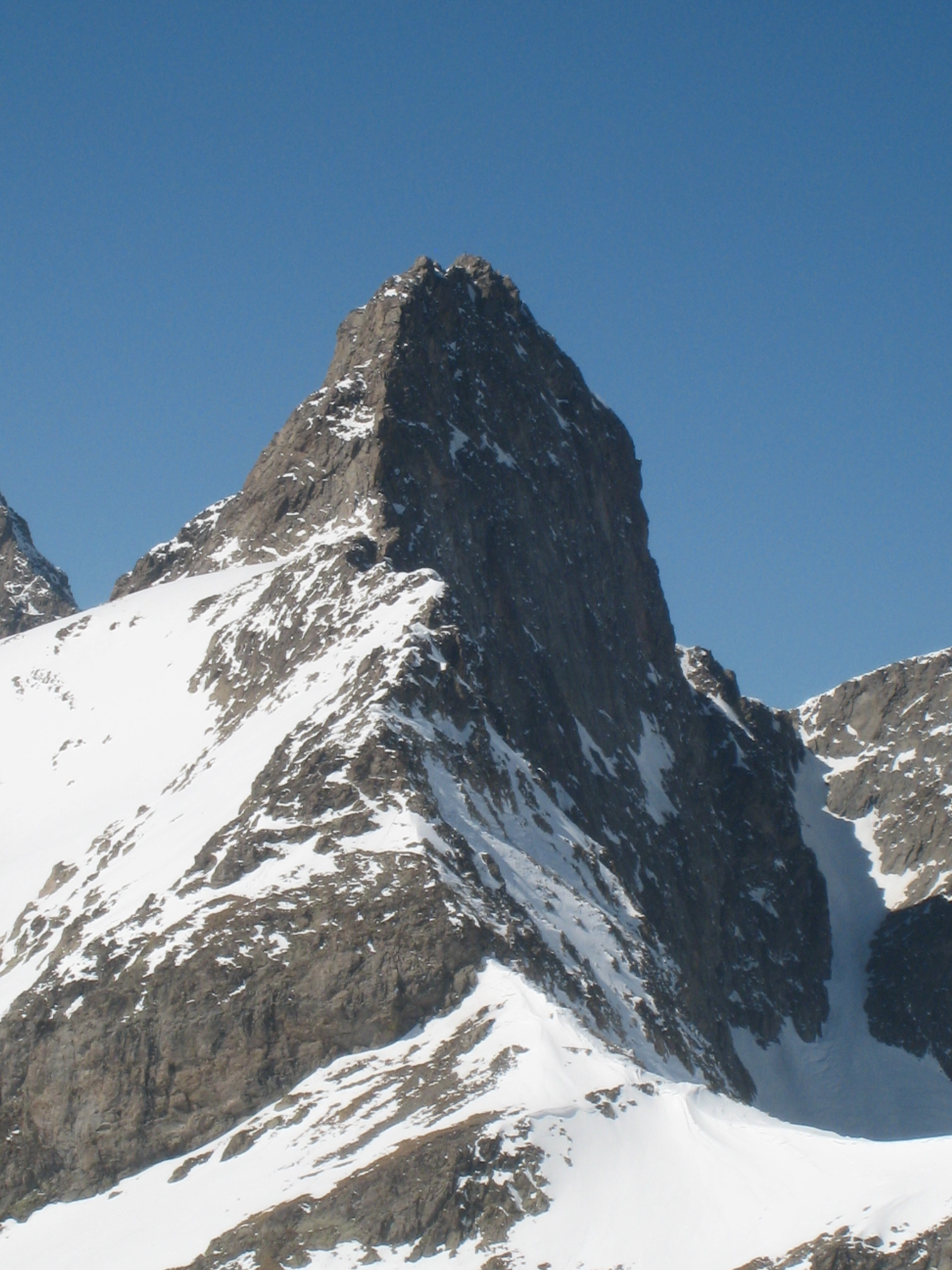
Cime de La Malédie
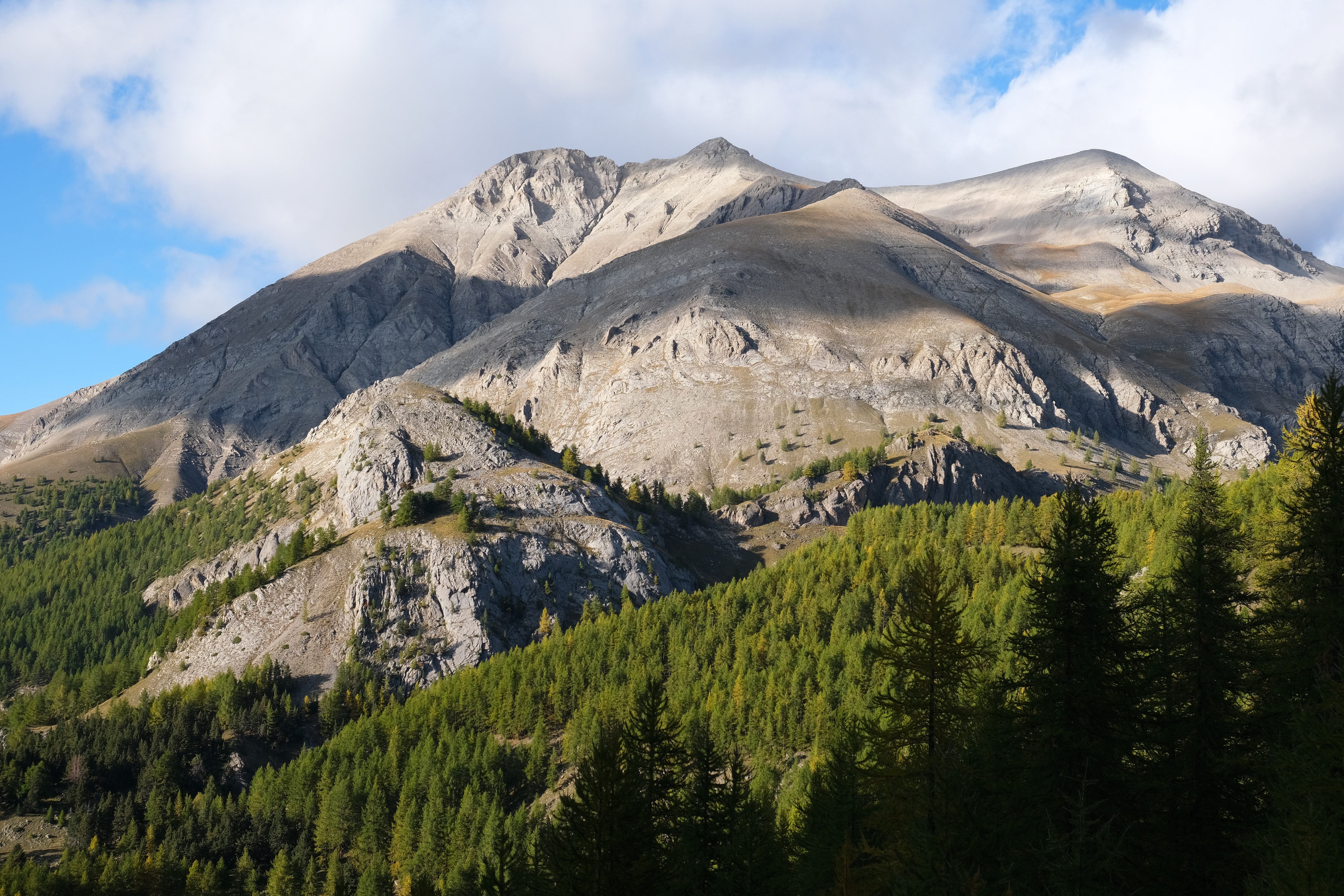
Mont Pelat
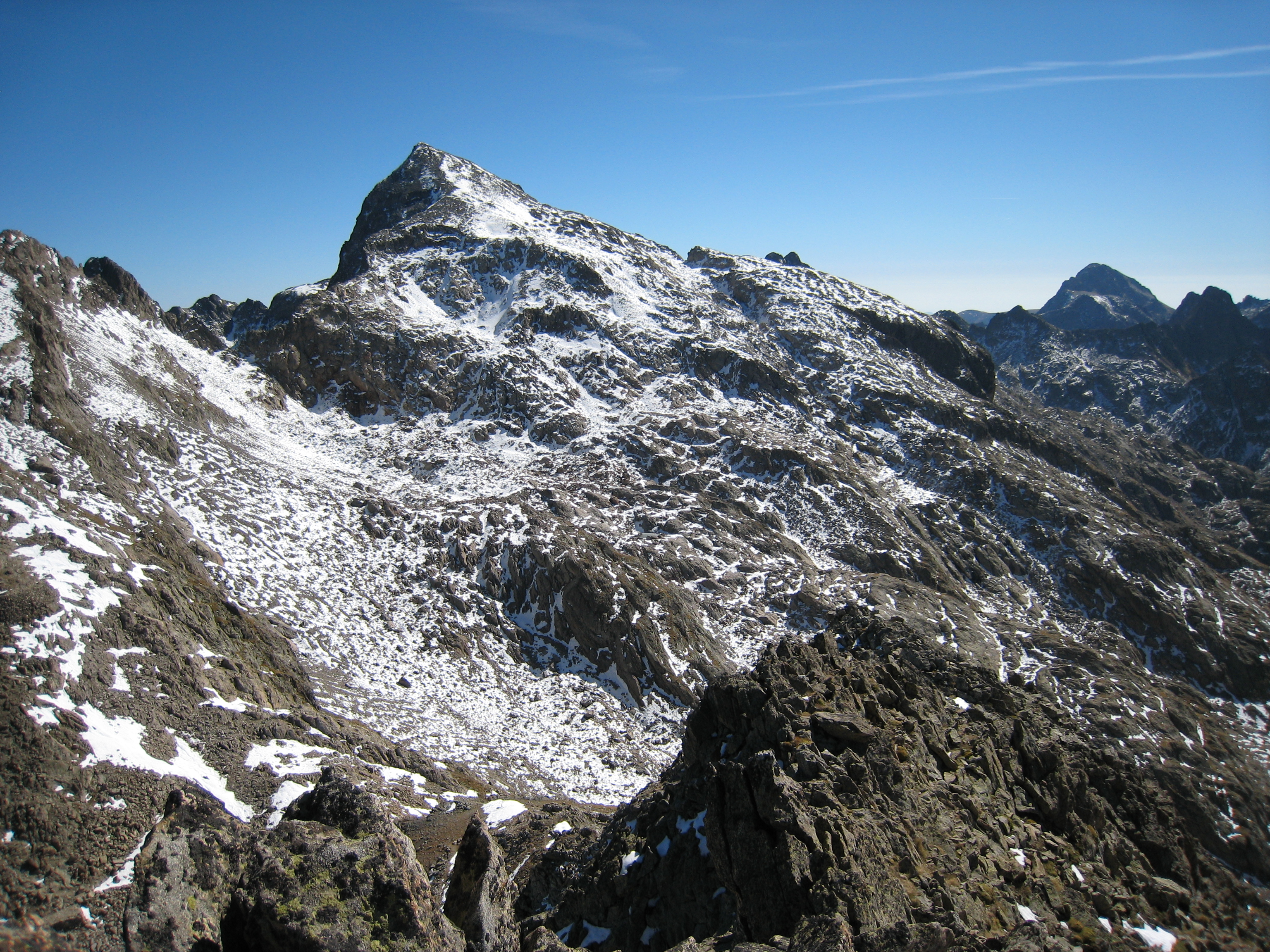
Mont Clapier
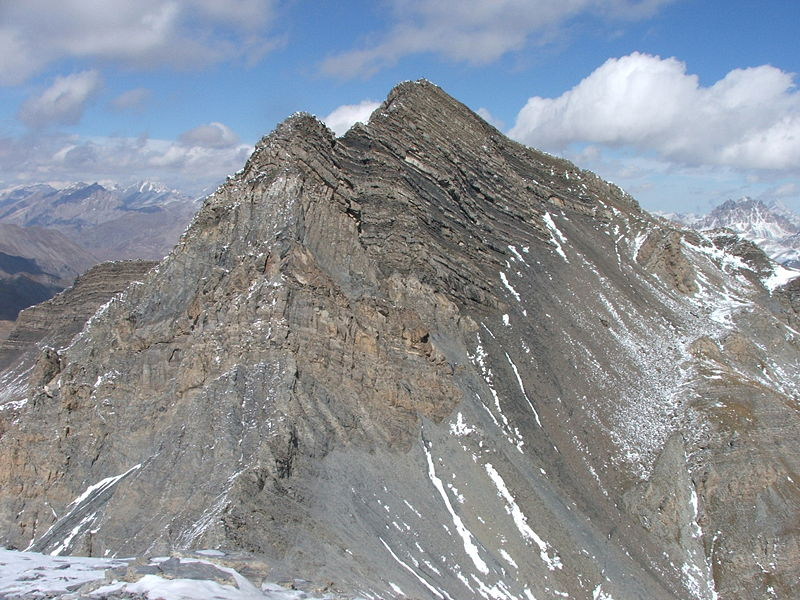
Tête de l’Enchastraye

## Gebirgspässe
Auswahl von Gebirgspässen, die mindestens eine Höhe von 2000 m Höhe über dem Meeresspiegel erreichen und für den Straßenverkehr genutzt werden.
| Name               | Lage                                                          | Höhe   | Bild |
| ------------------ | ------------------------------------------------------------- | ------ | --- |
| Col de la Bonette  | Jausiers – Saint-Étienne-de-Tinée                             | 2715 m | Der Passübergang mit der Schleife um die Cime de la Bonette                                                                            |
| Col de la Moutière | Col de la Cayolle – Col de Restefond – Saint-Étienne-de-Tinée | 2454 m | Aussicht vom Col de la Moutière |
| Col de la Lombarde | Vinadio – Isola                                               | 2350 m | Blick über die italienische Nordseite zum Pass Richtung Osten. Im Hintergrund Cima d'Orgials (2647 m) und Cime de la Lombarde (2800 m) |
| Col de la Cayolle  | Barcelonnette – Saint-Martin-d’Entraunes                      | 2326 m | In der Nähe der Passhöhe |
| Col d’Allos        | Barcelonnette – Allos                                         | 2247 m | Schild auf der Passhöhe |
| Col des Champs     | Colmars – Saint-Martin-d’Entraunes                            | 2087 m | Aussicht |

## Tourismus

### Via Alpina
Die Via Alpina, ein neuer grenzüberschreitender Weitwanderweg, der mit fünf Wegen den gesamten Alpenbogen von Triest bis Monaco durchzieht; er verläuft auf zwei unterschiedlichen Routen auch durch die Seealpen.
- Der Rote Weg der Via Alpina verläuft mit 12 Etappen aus den Cottischen Alpen kommend zunächst nördlich des Alpenhauptkammes durch die italienischen Seealpen auf zum Teil historischen Saumwegen und Wegen, die – in unterschiedlichen Epochen angelegt – militärischen Ursprung haben, passiert dann über den Pas de Fenestre die Grenze zu Frankreich und verläuft im Parc National du Mercantour weiter bis zum Col de Tende durch die französischen Seealpen.
- Der Blaue Weg der Via Alpina verläuft für 9 Etappen durch den französischen Teil der Seealpen südlich des Alpenhauptkammes.

### Weitere Weitwanderwege
- in Frankreich: GR 5, GR 52 und GR 52A
- in Italien: Grande Traversata delle Alpi

### Wintersport
Bekannte Wintersportorte in den Seealpen sind Isola 2000, Auron, Beuil, Valberg, Peira-Cava und Camp d’Argent am Col de Turini auf französischer Seite, Limone Piemonte auf italienischer Seite. Die Seealpen eignen sich auch für Skitouren. Ein Teil der Gipfel ist auch im Winter zu besteigen, auch eine Durchquerung der Gruppe ist möglich. Die Schutzhütten sind zwar geschlossen, besitzen aber zumindest teilweise offene Winterräume.

### Klettersteige
Die Seealpen sind eine beliebte Region für Klettersteige. Neben den Klettersteigen La Balma Negra (Roubion), Baus de la Frema (La Colmiane), La Ciappea (La Brigue) und Héretiques (Tende) ist vor allem die Via Ferrata des Canyons de Lantosque (Lantosque) über die Grenzen der Seealpen hinaus bekannt.

## Galerie

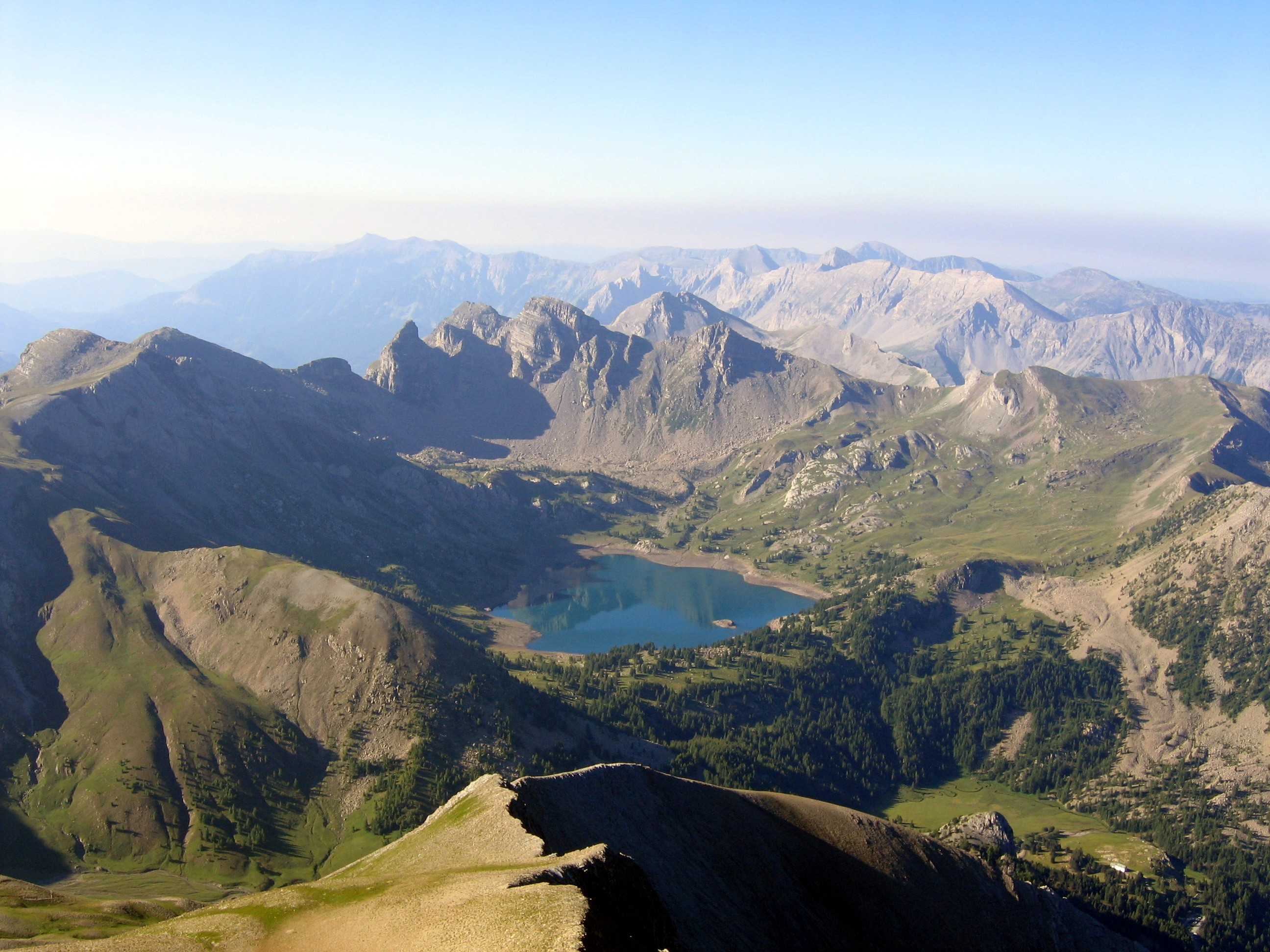
Der Lac d’Allos fotografiert vom Gipfel des Mont Pelat
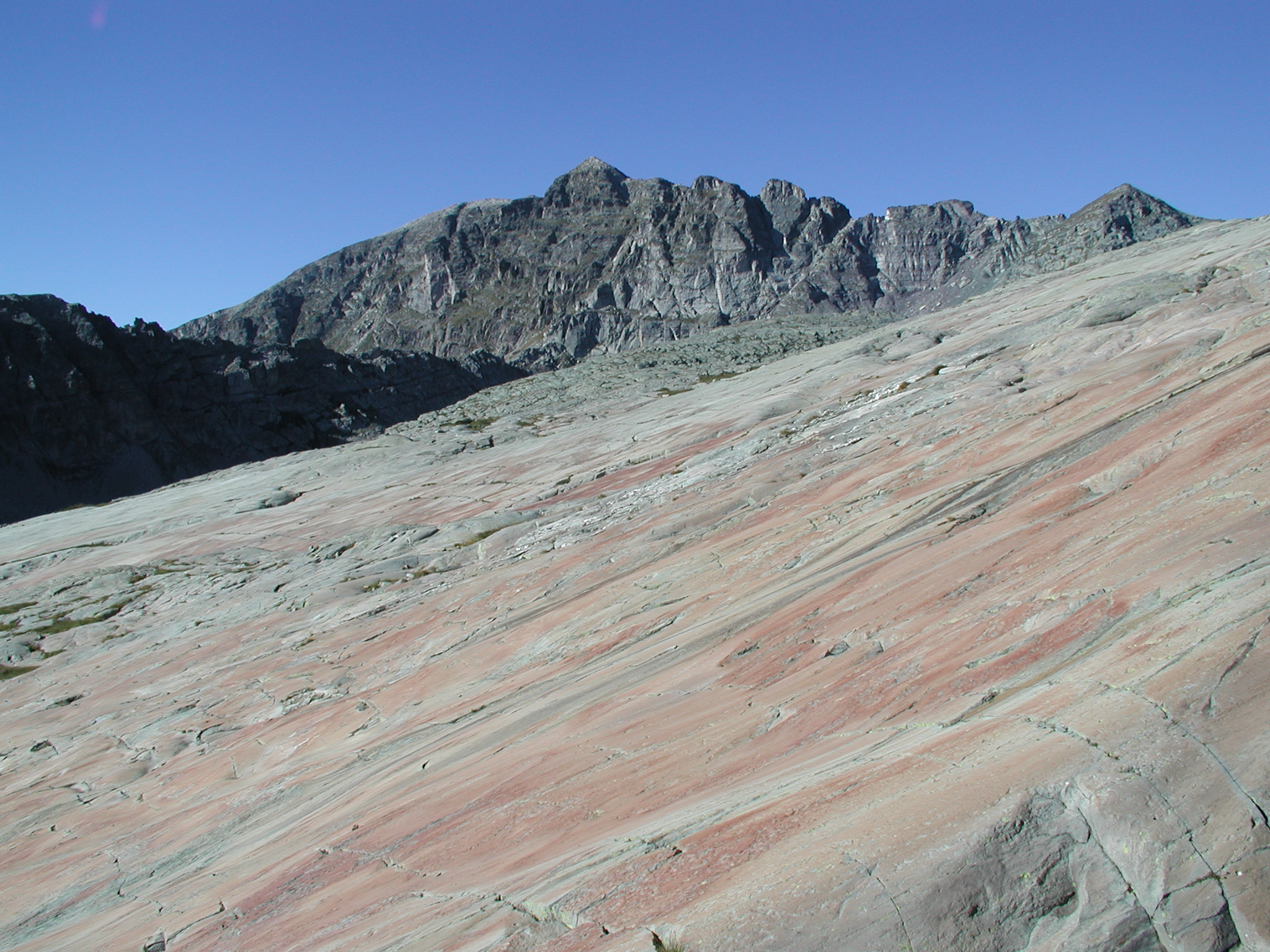
Mont Bégo
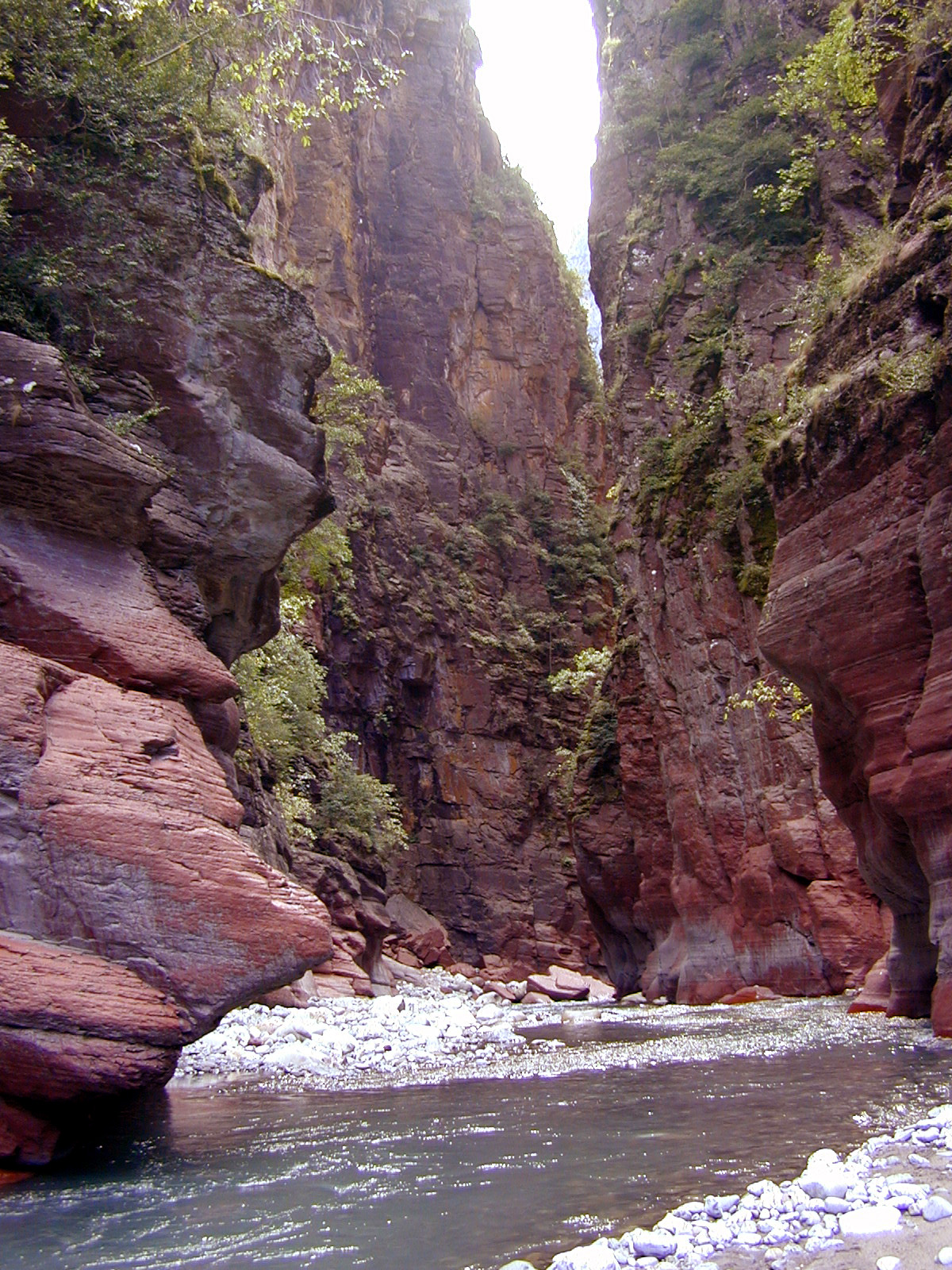
Daluis-Schlucht im hohen Var-Tal
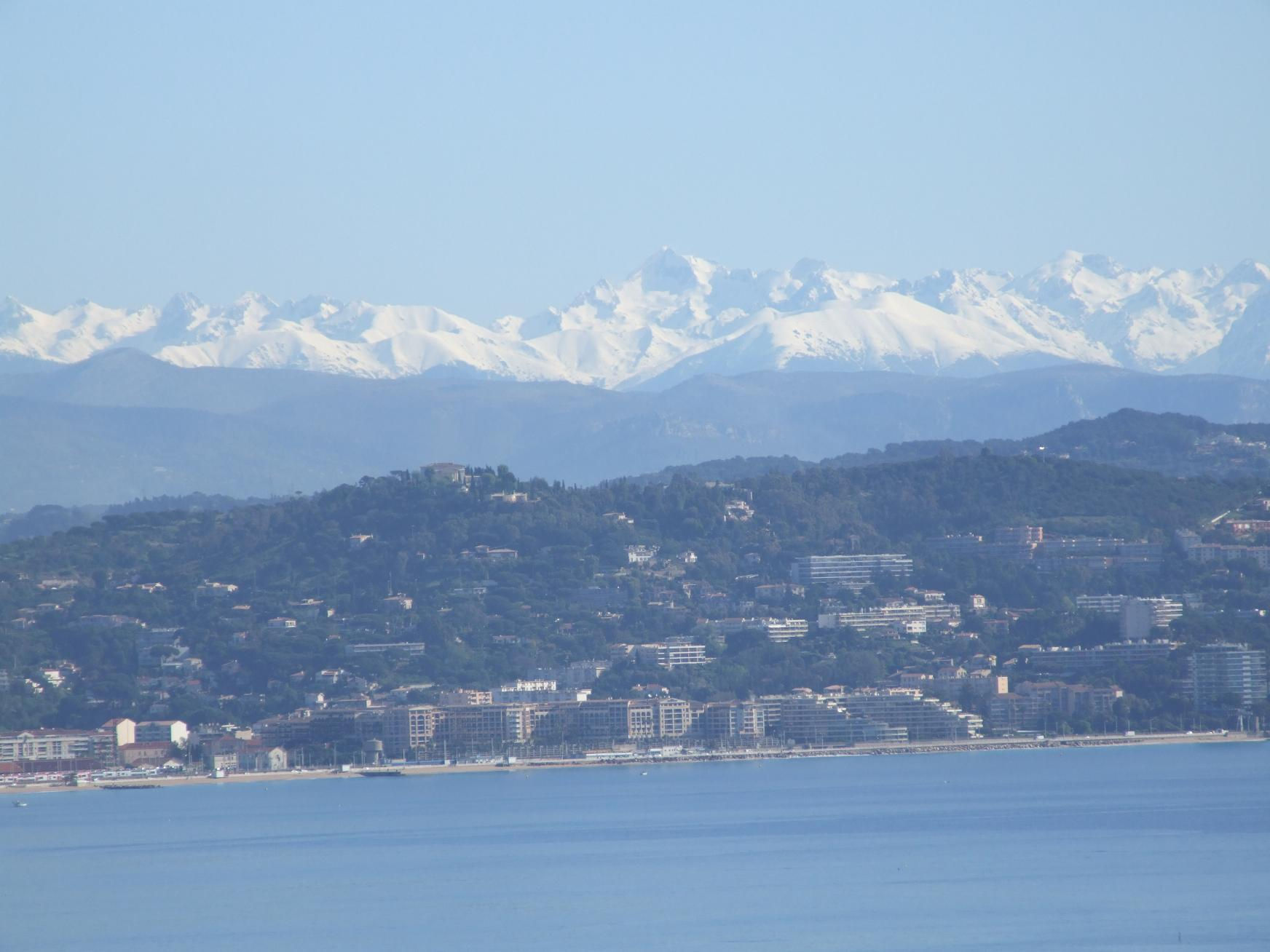
Seealpen mit Mittelmeer bei Antibes
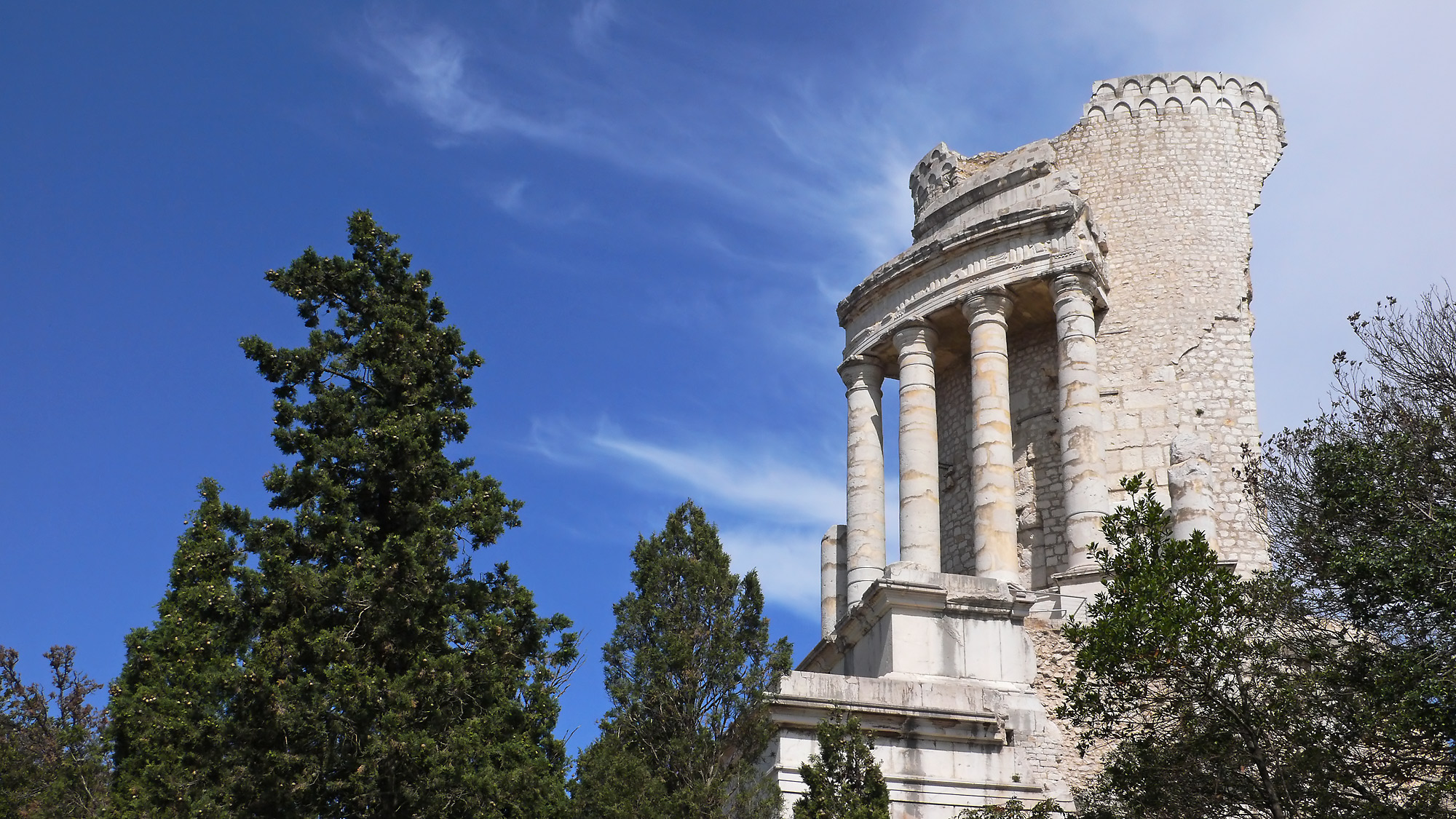
Tropaeum Alpium in La Turbie
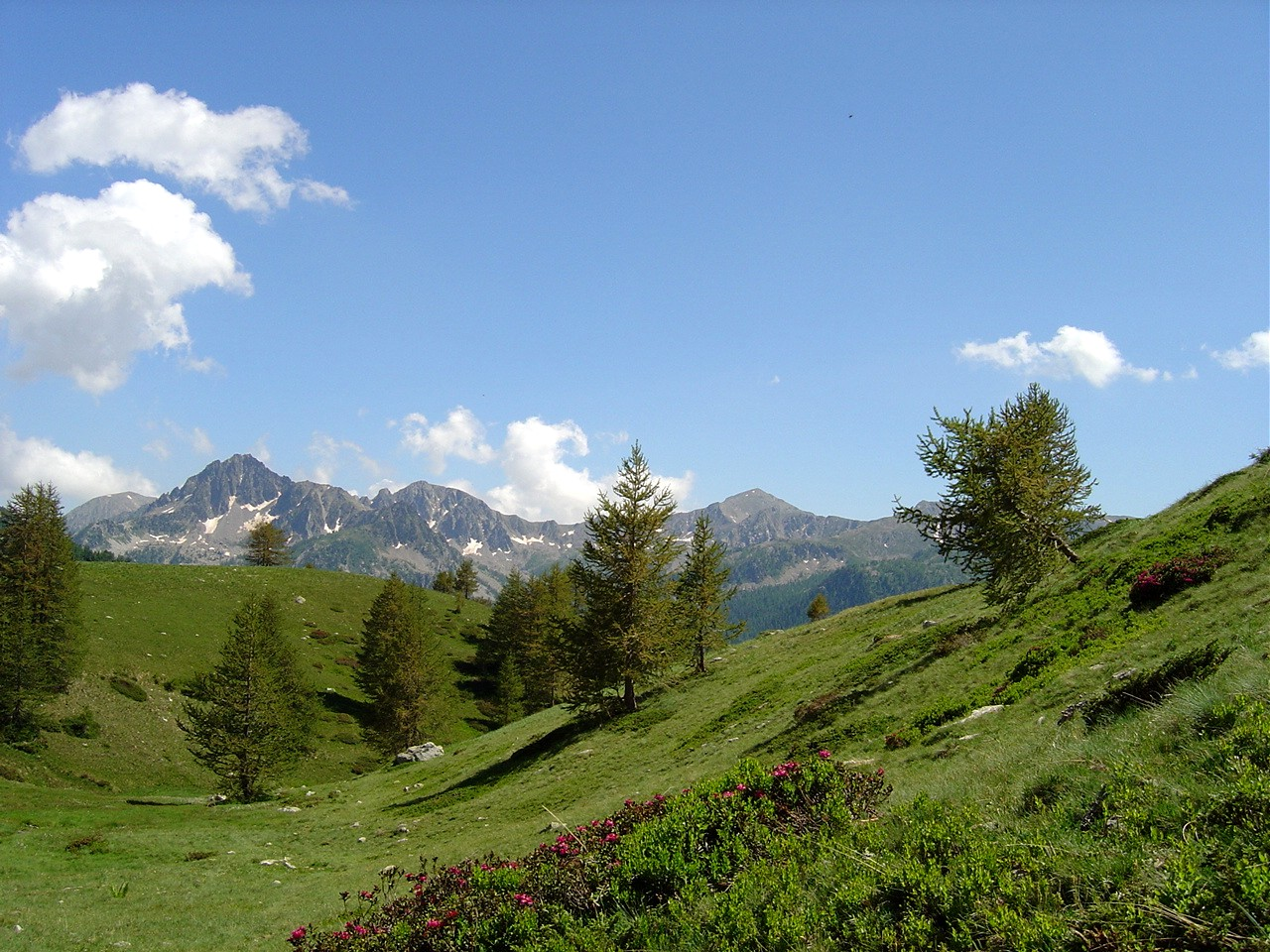
Vallon de Mollières im Parc National du Mercantour
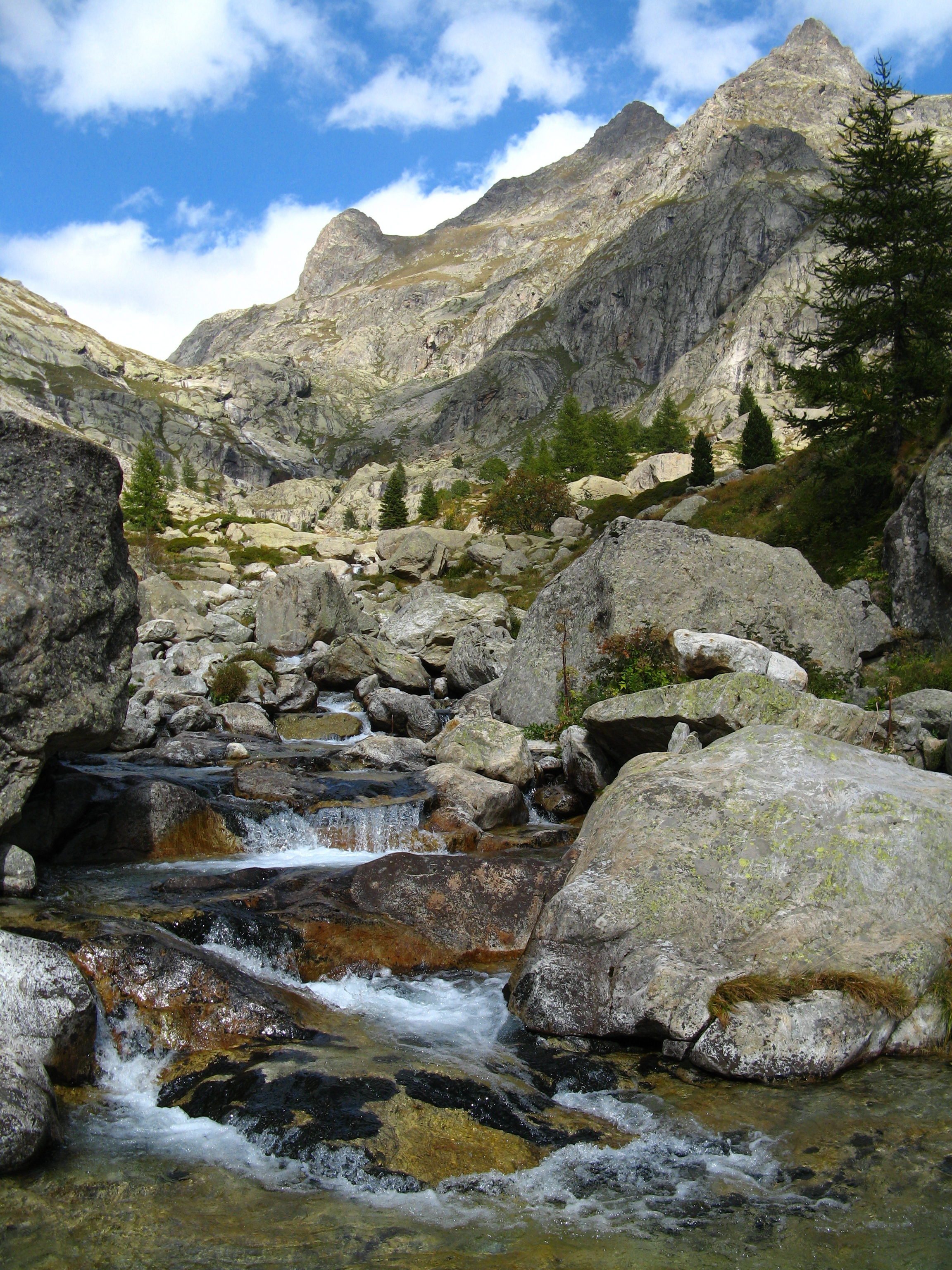
Gordolasque-Tal
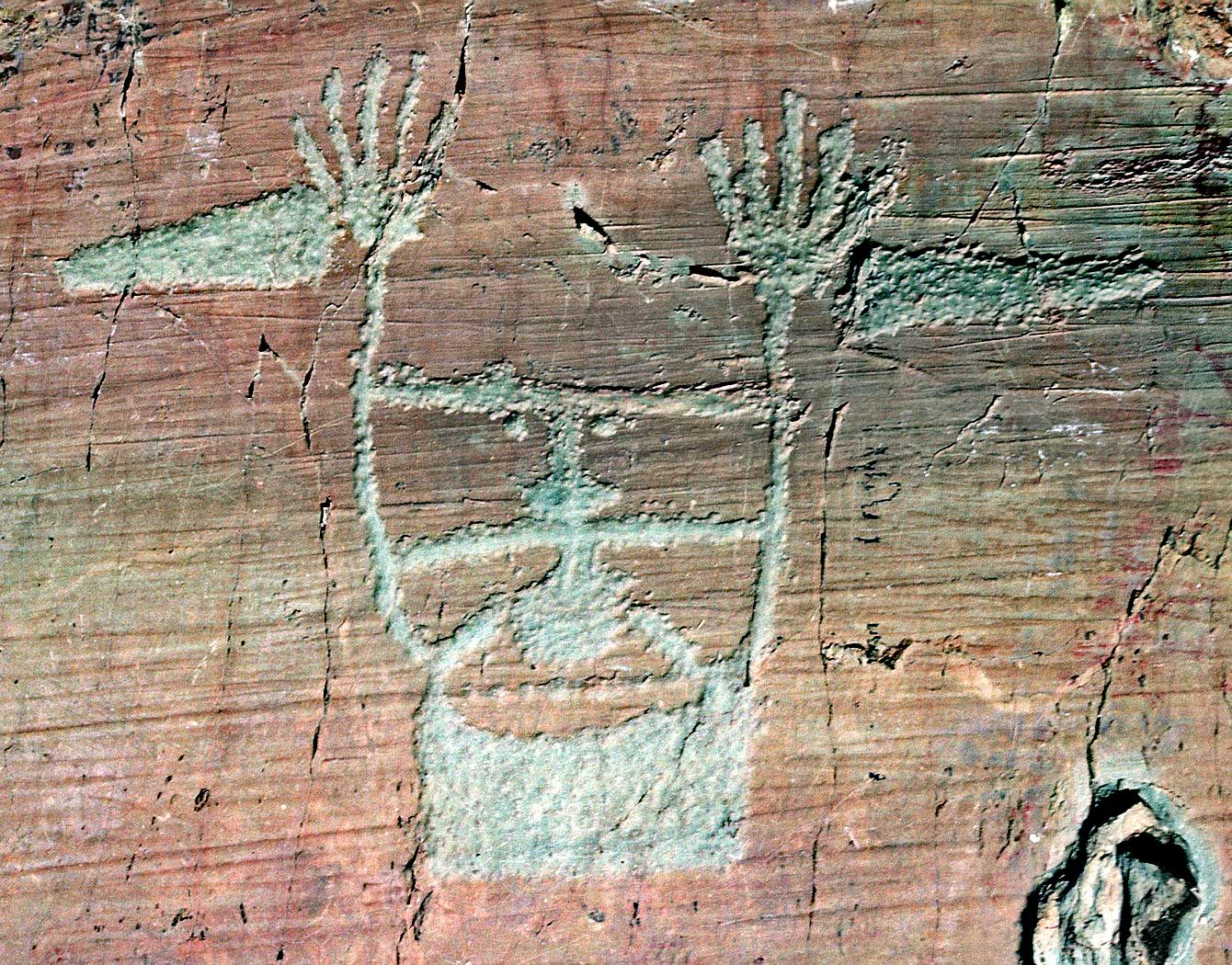
„Le Sorcier“-Gravur im Vallée des Merveilles
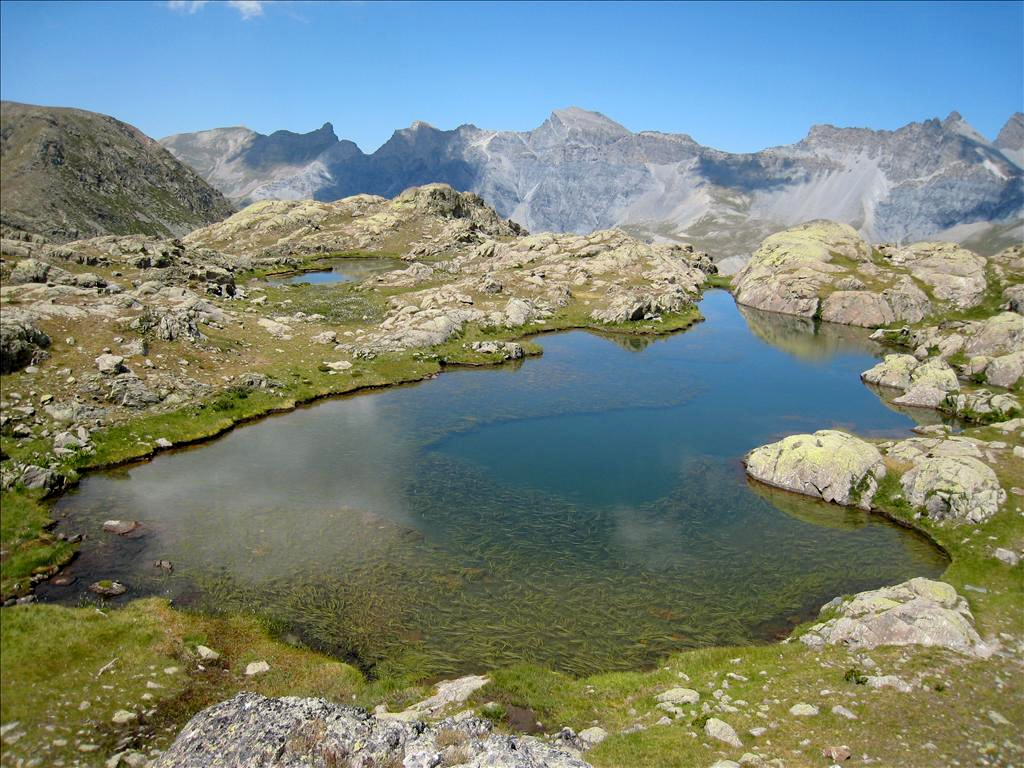
Einer der Morgon-Seen in der Haute Vallée de la Tinée